# 中古三十六歌仙
中古三十六歌仙（ちゅうこさんじゅうろっかせん）は、日本の平安時代末期に藤原範兼が『後六々撰(のちのろくろくせん)』に選び載せた和歌の名人36人の総称。三十六歌仙が選ばれた後に称されたもので、三十六歌仙に属されなかったが秀でた歌人とそれ以後の時代の歌人が選ばれている。 

## 一覧
| - 文屋康秀 - 大江千里 - 在原棟梁 - 能因法師 - 平貞文 - 藤原忠房 | - 在原元方 - 清原深養父 - 藤原定頼 - 増基法師 - 恵慶法師 - 安法法師 | - 曾禰好忠 - 菅原輔昭 - 藤原高遠 - 藤原長能 - 道綱卿母 - 大中臣輔親 | - 大江匡衡 - 赤染衛門 - 藤原実方 - 藤原義孝 - 大江嘉言 - 藤原道信 | - 兼覧王 - 藤原公任 - 清少納言 - 源道済 - 道命阿闍梨 - 馬内侍 | - 紫式部 - 和泉式部 - 相模 - 伊勢大輔 - 藤原道雅 - 上東門院中将 |